# وی۳۹۴ ارابه‌ران
وی۳۹۴ ارابه‌ران یک ستاره است که در صورت فلکی ارابه‌ران قرار دارد.